# Синагога Бен-Ціон
Синагога Бен-Ціон — юдейська синагога в Херсоні. Не збереглася.

## Історія
Знаходилася по вулиці Єврейській (нині — вул. Шолом Алейхема). Відвідуваність на початку XX століття — 150 чоловік.